# Roccaporena - Monte della Sassa
Roccaporena - Monte della Sassa este o arie protejată (arie specială de conservare — SAC, sit de importanță comunitară — SCI) din Italia întinsă pe o suprafață de 271 ha, integral pe uscat.

## Localizare
Centrul sitului Roccaporena - Monte della Sassa este situat la coordonatele 42°42′29″N 12°57′58″E / 42.708056°N 12.966111°E.

## Înființare
Situl Roccaporena - Monte della Sassa a fost declarat sit de importanță comunitară în iunie 1995 pentru a proteja 46 de specii de animale. Situl a fost protejat și ca arie specială de conservare în august 2014.

## Biodiversitate
Situată în ecoregiunea mediteraneană, aria protejată conține 6 habitate naturale: Formațiuni de Juniperus communis pe lande sau pajiști calcaroase, Galerii de Salix alba și de Populus alba, Peșteri inaccesibile publicului, Râuri de munte și vegetația lor lemnoasă cu Salix elaeagnos, Cursuri de apă de la nivel de câmpie la nivel montan, cu vegetație Ranunculion fluitantis și Callitricho-Batrachion, Pante stâncoase calcaroase cu vegetație casmofită.
La baza desemnării sitului se află mai multe specii protejate:
- păsări (42): pițigoi codat (Aegithalos caudatus), lăstunul mare (Apus apus), șorecarul comun (Buteo buteo), sticlete (Carduelis carduelis), florinte (Chloris chloris), porumbel gulerat (Columba palumbus), cioară neagră (Corvus corone), Corvus monedula, cuc (Cuculus canorus), pițigoi albastru (Cyanistes caeruleus), lăstun de casă (Delichon urbicum), ciocănitoare pestriță mare (Dendrocopos major), măcăleandru (Erithacus rubecula), Falco biarmicus, șoimul rândunelelor (Falco subbuteo), vânturel roșu (Falco tinnunculus), cinteză (Fringilla coelebs), gaiță (Garrulus glandarius), rândunică (Hirundo rustica), capîntortură (Jynx torquilla), sfrâncioc roșiatic (Lanius collurio), ciocârlie de pădure (Lullula arborea), codobatură galbenă (Motacilla alba), codobatură de munte (Motacilla cinerea), pițigoi mare (Parus major), fazan (Phasianus colchicus), codroș de munte (Phoenicurus ochruros), pitulice de munte (Phylloscopus bonelli), pitulice de munte (Phylloscopus collybita), ciocănitoarea verde (Picus viridis), pițigoi sur (Poecile palustris), Ptyonoprogne rupestris, mugurarul (Pyrrhula pyrrhula), aușel sprâncenat (Regulus ignicapilla), cănăraș (Serinus serinus), țiclete (Sitta europaea), graur (Sturnus vulgaris), silvie cu cap negru (Sylvia atricapilla), silvie roșcată (Sylvia cantillans), mierlă (Turdus merula), sturzul de vâsc (Turdus viscivorus), pupăză (Upupa epops)
- amfibieni (1): Salamandrina terdigitata
- mamifere (1): lupul (Canis lupus)
- nevertebrate (2): croitorul mare al stejarului (Cerambyx cerdo), rădașcă (Lucanus cervus)

Pe lângă speciile protejate, pe teritoriul sitului au mai fost identificate 1 specie de păsări, 3 specii de amfibieni, 8 specii de mamifere, 1 specie de pești, 8 specii de reptile.